# Frans Funke Küpper

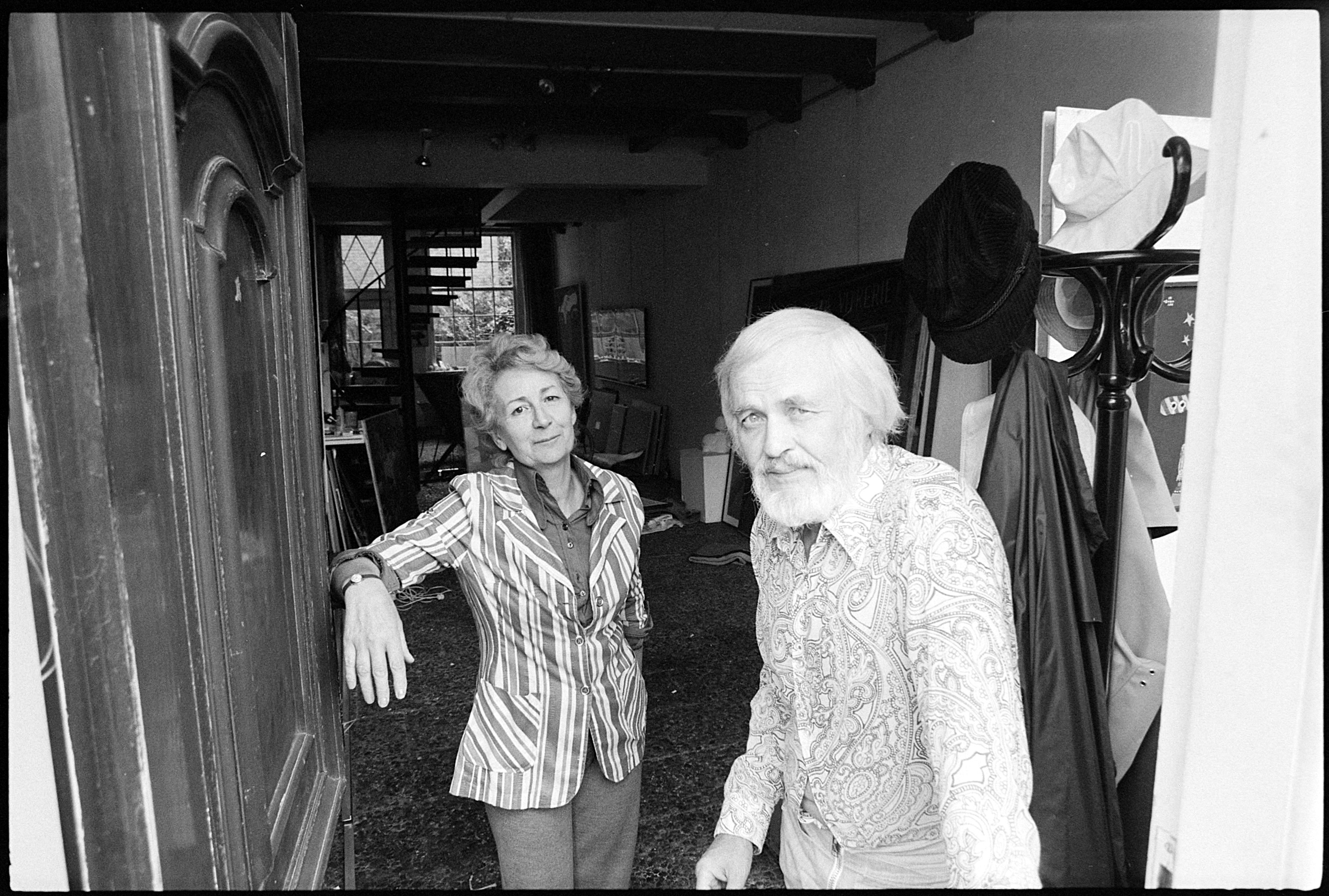
Frans en Rithe Funke van Galerie T. 1977

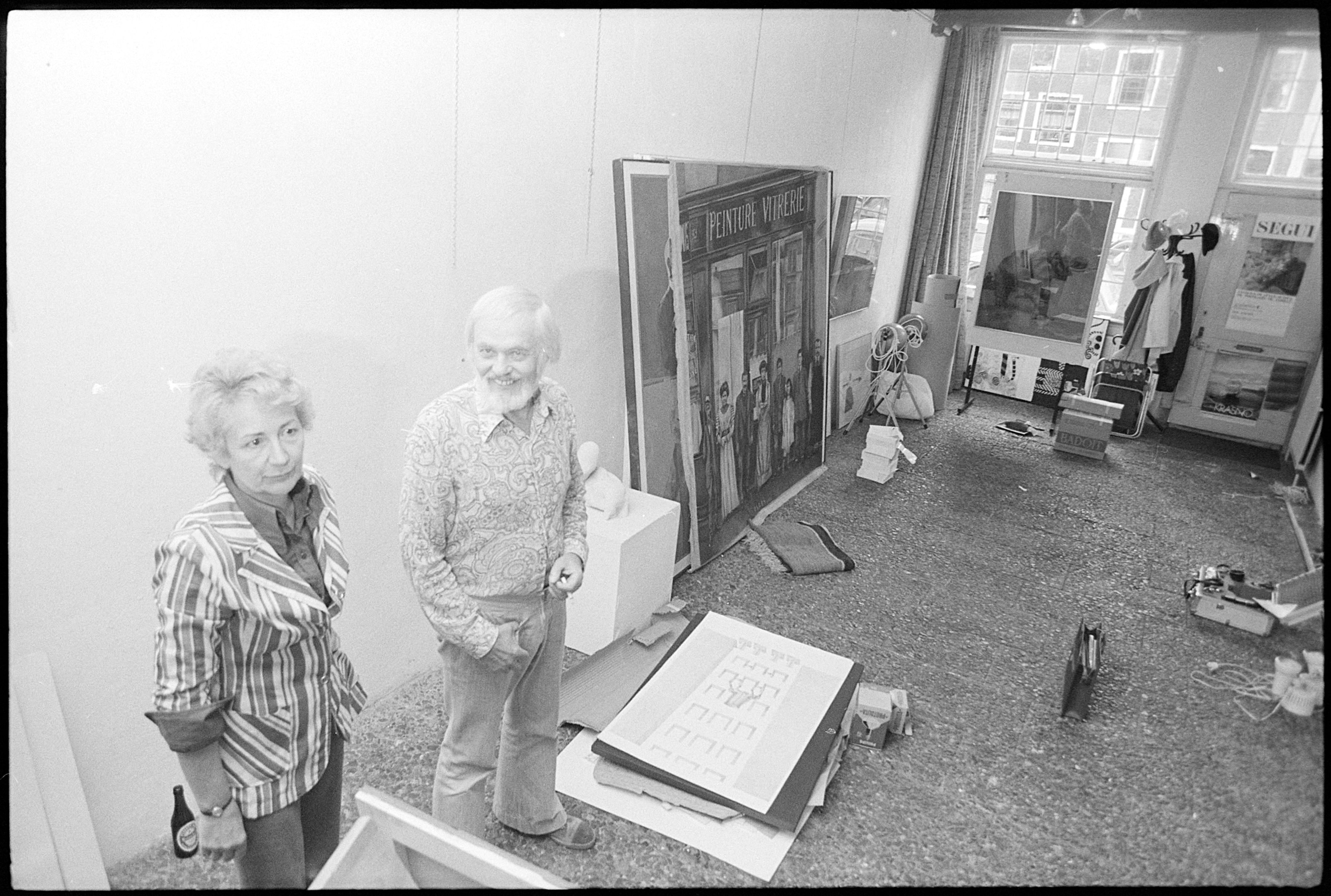
Frans en Rithe Funke van Galerie T. 1977

Franciscus Wilhelmus Anton (Frans) Funke Küpper (ook wel Frans Funke) (Rotterdam, 15 december 1908 –  Haarlem, 28 januari 1993), leerde het kunstenaarsvak van zijn vader Anton Funke Küpper en ontwikkelde zichzelf als tekenaar. Verder hield hij zich bezig met striptekenen, reclame-ontwerpen, schilderen, illustreren en aquarelleren.
Hij begon zijn carrière, die grotendeels parallel loopt met die van zijn broer Theo omstreeks 1931 als reclame-ontwerper in vaste dienst van de Rotogravure Mij. in Leiden. In 1934 werkte hij op de reclame-afdeling van uitgeverij De Spaarnestad in Haarlem. Na de opheffing van die afdeling in 1935, bleef Frans bij de uitgeverij werken, maar nu als freelance illustrator en striptekenaar. Hij publiceerde in Kleuterblaadje en Weekblaadje voor de Roomse Jeugd.
In het Weekblaadje voor de Roomse Jeugd tekende hij een zestal vervolgstrips met tekstballonnen, namelijk Pukkie's Grote Avontuur (1937), De Tweelingbroers Jan en Jaap Goochem gaan Rentenieren (1938), Kobus Knol en z'n Ros (1939), De Strijd om Kruger's Millioenen (1940), De 12 Ambachten en 13 Ongelukken van Thijs Slof (1940-41) en Het duo Kobus Knol en Thijs Slof op Avontuur (1941-42).
Frans Funke Küpper ontwikkelde zich tot een allround striptekenaar, met een geheel eigen stijl, waarbij hij steeds meer gebruik maakte van contrastwerking. Tot in de Tweede Wereldoorlog heeft hij strips getekend. Daarna was hij hoofdzakelijk werkzaam als kunstschilder.
Hij maakte veel buitenlandse reizen, o.a. naar Frankrijk, Spanje, Griekenland en Turkije, onbekend wanneer.
Zijn broers Albert Funke Küpper en Theo Funke Küpper waren eveneens actief als striptekenaar en illustrator.
- Biografisch Portaal: 82199161
- Digitale Bibliotheek voor de Nederlandse Letteren: funk007
- International Standard Name Identifier: 0000 0003 9448 8205
- Nederlandse Thesaurus van Auteursnamen: 072015675
- RKD-Nederlands Instituut voor Kunstgeschiedenis: 29776
- Virtual International Authority File: 289052990
- WorldCat: E39PBJvd3KqpDFWdgfRJ4ch4MP